# Ważka czteroplama
Ważka czteroplama (Libellula quadrimaculata) – gatunek owada z rzędu ważek należący do podrzędu ważek różnoskrzydłych i rodziny ważkowatych (Libellulidae). Występuje na półkuli północnej – od Europy po Kamczatkę i Japonię, w Maroku (Afryka Północna) oraz w Ameryce Północnej. W Polsce jest gatunkiem bardzo pospolitym. Zasiedla wszystkie typy wód, zwłaszcza stojące. Jest gatunkiem terytorialnym. Osobniki obydwu płci są jednakowo ubarwione.
Długość ciała 45 mm, rozpiętość skrzydeł 76 mm. W Polsce imagines latają od końca kwietnia do połowy sierpnia.

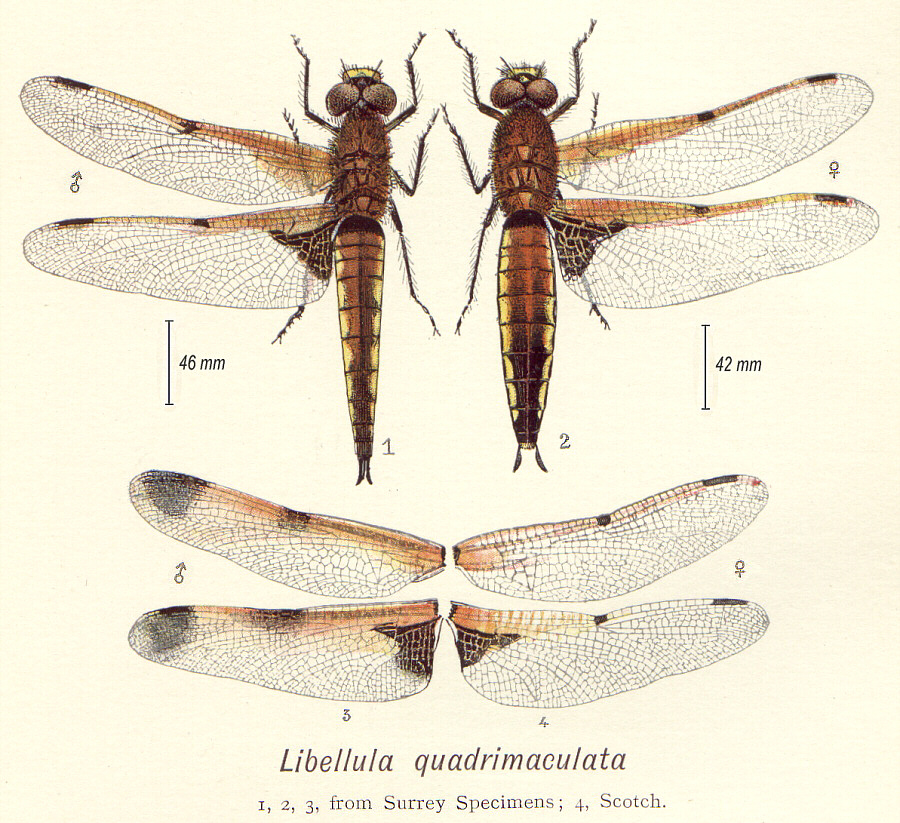
Schemat budowy ciała samca i samicy
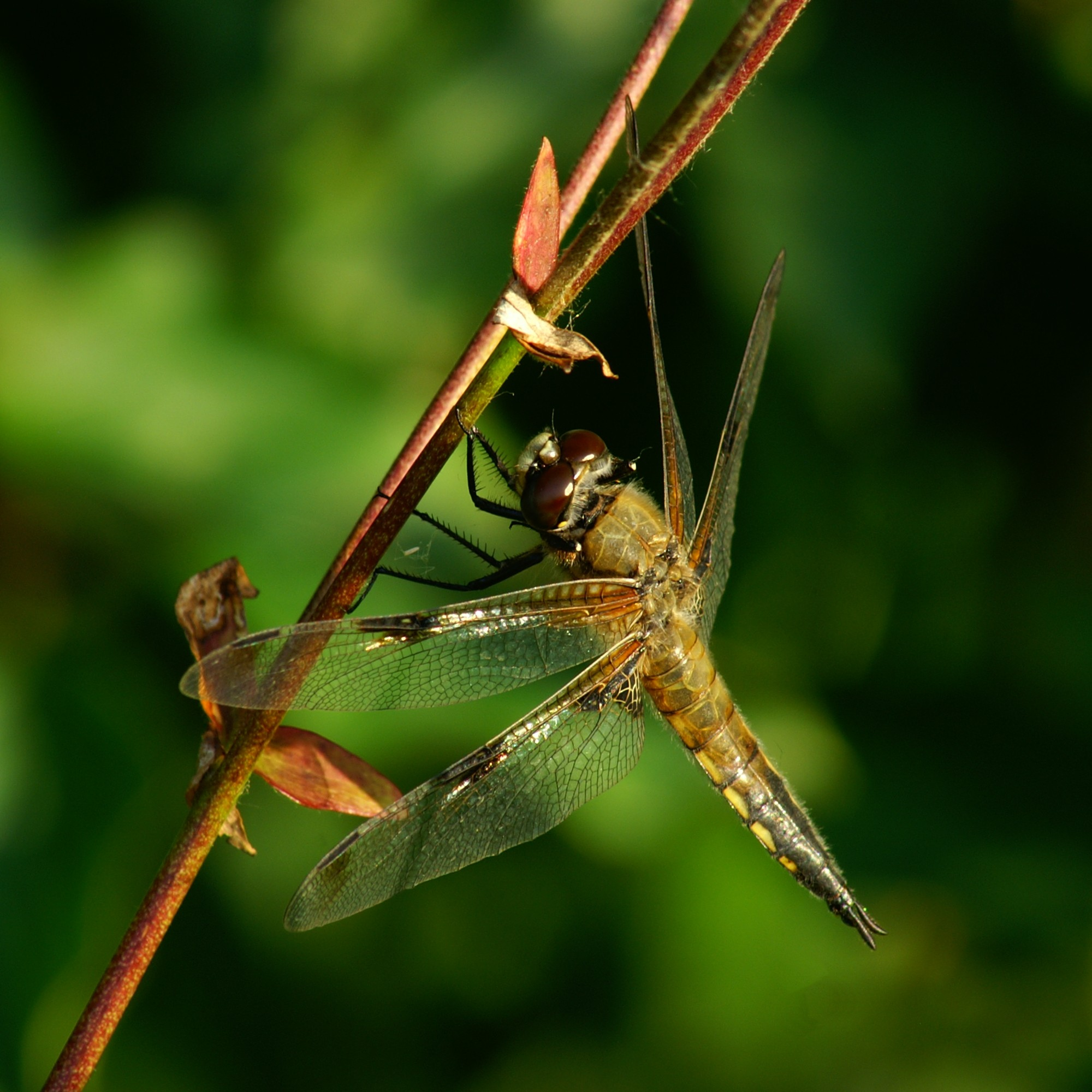
Ważka czteroplama w naturalnym środowisku – widoczna przednia część ciała
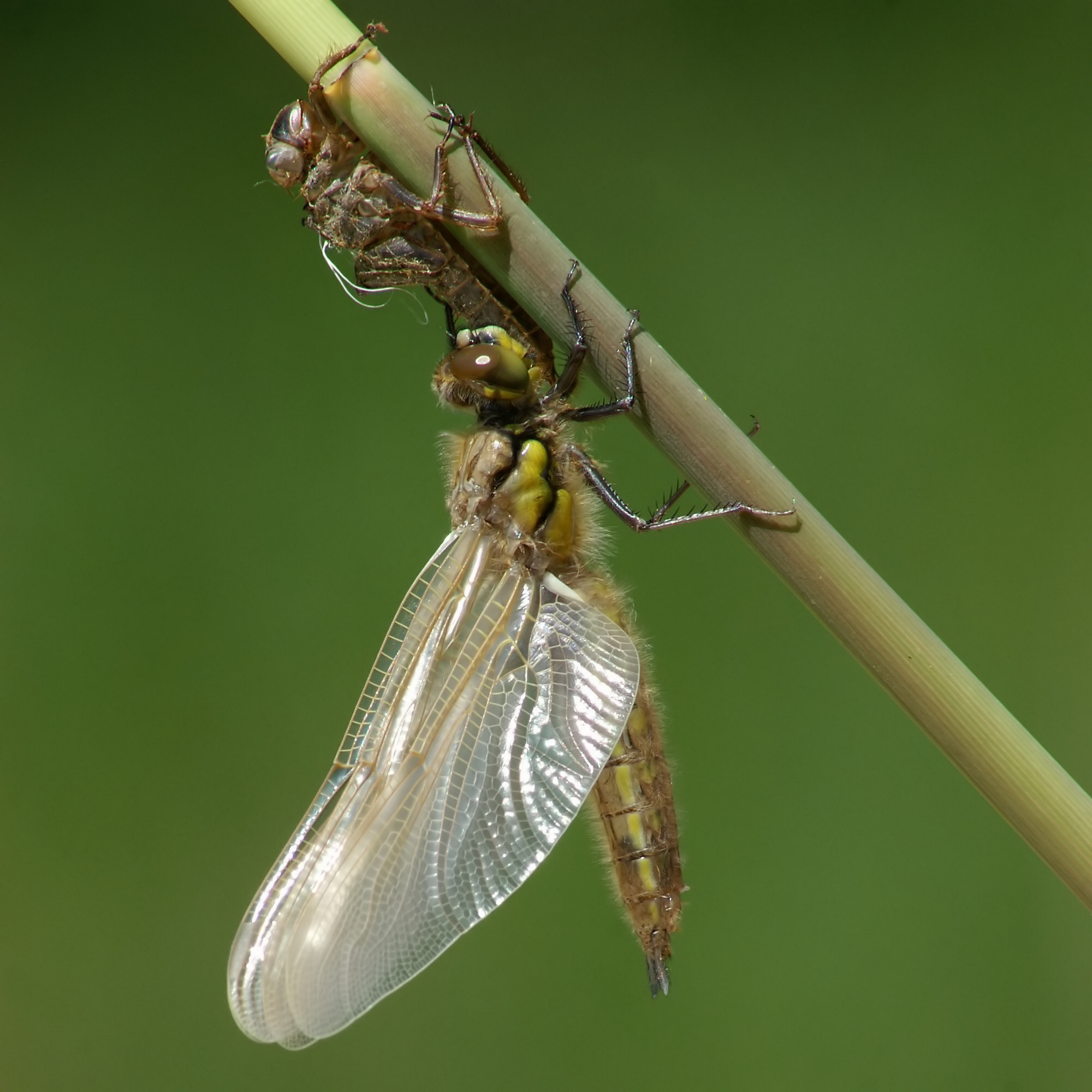
Owad opuszczający postać larwalną
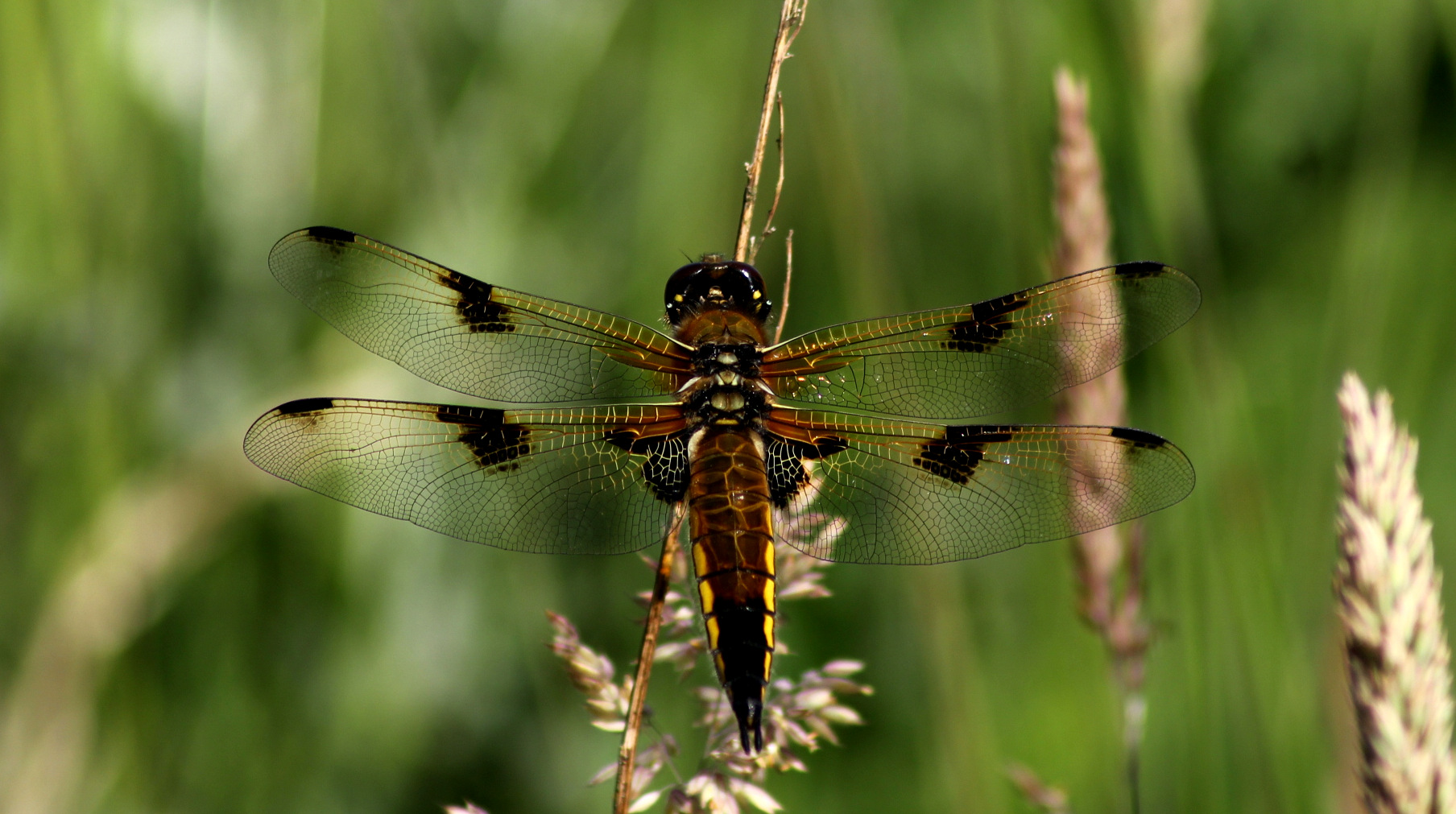
Ważka w naturalnym środowisku – widok skrzydeł